# Everything Is Healing Nicely
Everything Is Healing Nicely è un album discografico in studio del musicista Frank Zappa, pubblicato postumo nel 1999.

## Tracce
1. Library Card – 7:42
2. This Is a Test – 1:35
3. Jolly Good Fellow – 4:34
4. Roland's Big Event/Strat Vindaloo – 5:56
5. Master Ringo – 3:35
6. T'Mershi Duween – 2:30
7. Nap Time – 8:02
8. 9/8 Objects – 3:06
9. Naked City – 8:42
10. Whitey (Prototype) – 1:12
11. Amnerika Goes Home – 3:00
12. None of the Above (Revised & Previsited) – 8:38
13. Wonderful Tattoo! – 10:01